# Brateiu, Sibiu
Brateiu, mai demult Bratei (în dialectul săsesc Pretoa, Pretai, Preta, Pretâ, în germană Pretai, Bretai, Breitau, Pretau, în maghiară Baráthely, Paratéj) este satul de reședință al comunei cu același nume din județul Sibiu, Transilvania, România.
Localitatea se află pe valea Râului Târnava Mare, la 5 km de Mediaș, pe șoseaua Mediaș-Sighișoara. Localitatea Brăteiu a fost prima oară amintită într-un document din 1283, care reglementa relațiile dintre Petru, episcop al Capitlului de Alba Iulia, și preoții Capitlului de Mediaș. Numele german Pretai și cel românesc Bratei își au etimologia în cuvântul latinesc  protodiaconus, care a dat și numele maghiar al localității, Baráthely (Satul călugărului).

## Istoric
Localitatea a fost fondată de coloniștii sași, fiind atestată din 1283 drept Mons Mariae (Marienberg), biserica fiind închinată Sf.Maria. Făcea parte din Terra Medies.
Pentru sași, odată cu secolul XX, a început o perioadă de decădere. În 1903 a existat o puternică emigrare în America, apoi cele două războie mondiale, perioada comunistă și ultimul val de emigrări de după 1990, rămând actualmente puțini dintre ei în Bratei. În 2002 mai locuiau doar 32 de evanghelici germani.

## Biserica evanghelică
- Vezi și Biserica fortificată din Brateiu

Construcția bisericii evanghelice a avut loc în perioada goticului matur. Are trei nave  și o  clopotniță , flancată de cele două nave laterale. Schimbările operate de-a lungul timpului au deformat planul simetric al bisericii, printre altele prin înălțarea peretului exterior al navei sudice. Printre ultimele schimbări aduse bisericii se numără înlocuirea boltii  cu un plafon cu  stucatură  în 1846.Altarul actual datează din secolul XVI.

## Fortificația
Fortificația care înconjoară biserica datează din aproximativ aceeași perioadă ca și schimbările majore aduse bisericii. Din zidul de  incintă  nu se mai păstrează nici meterezele  și nici drumul de strajă. Mai există însă contraforții  care îl sprijină la intervale regulate.

## Obiective turistice și monumente
- Biserica fortificată
- Primăria.
- Piața principală.
- Monumentul Eroilor Români din Primul și al Doilea Război Mondial. Crucea memorială este situată pe strada Bisericilor nr. 297 și a fost ridicată în memoria Eroilor Români în anul 1979. Monumentul are o înălțime de 2,75 m și este realizat din beton, mozaic și marmură, iar împrejmuirea este din verigi de lanț metalic. Pe fațada monumentului se află o inscripție comemorativă: „Întru slava eroilor neamului. Voi, noi generații, iubiți-i pe ai voștri eroi“. Pe monument sunt inscripționate, de asemenea, gradul militar și numele a 15 eroi din Primul Război Mondial și a 26 eroi din al Doilea Război Mondial.

## Imagini

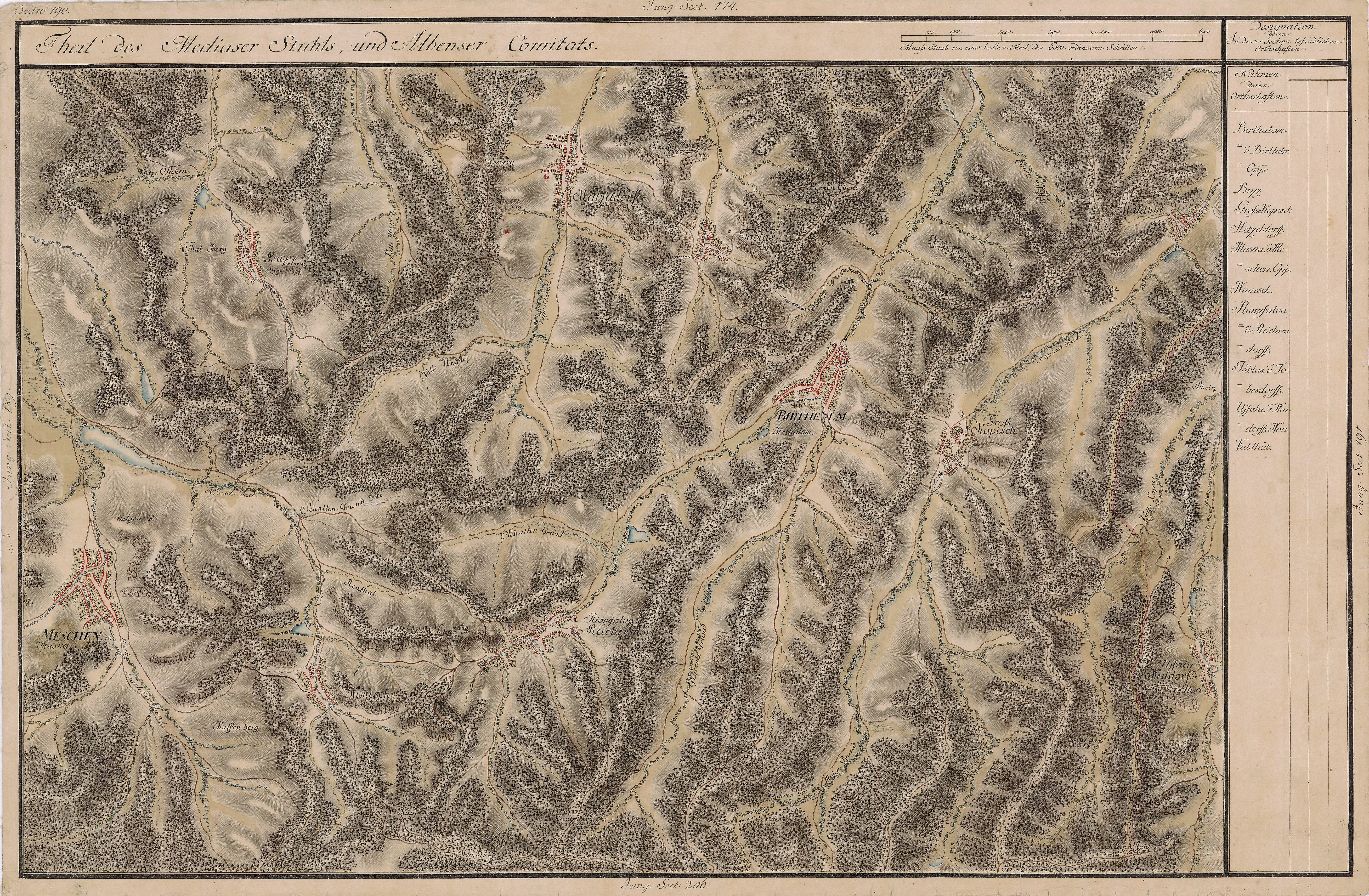
Brateiu pe Harta Iosefină a Transilvaniei, 1769-1773
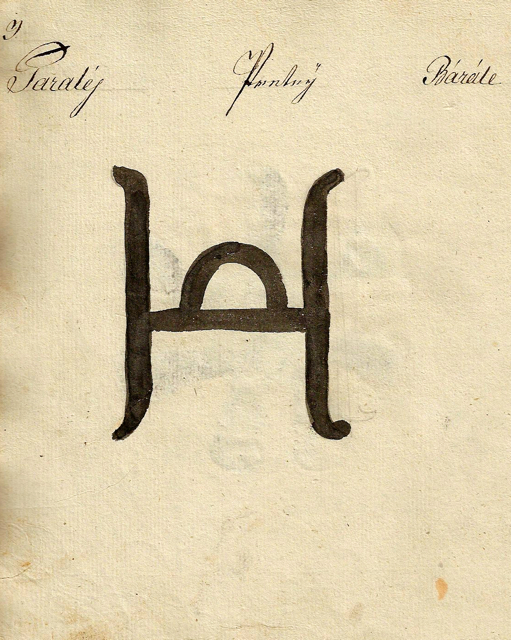
1826 - Danga pentru vitele din Brateiu
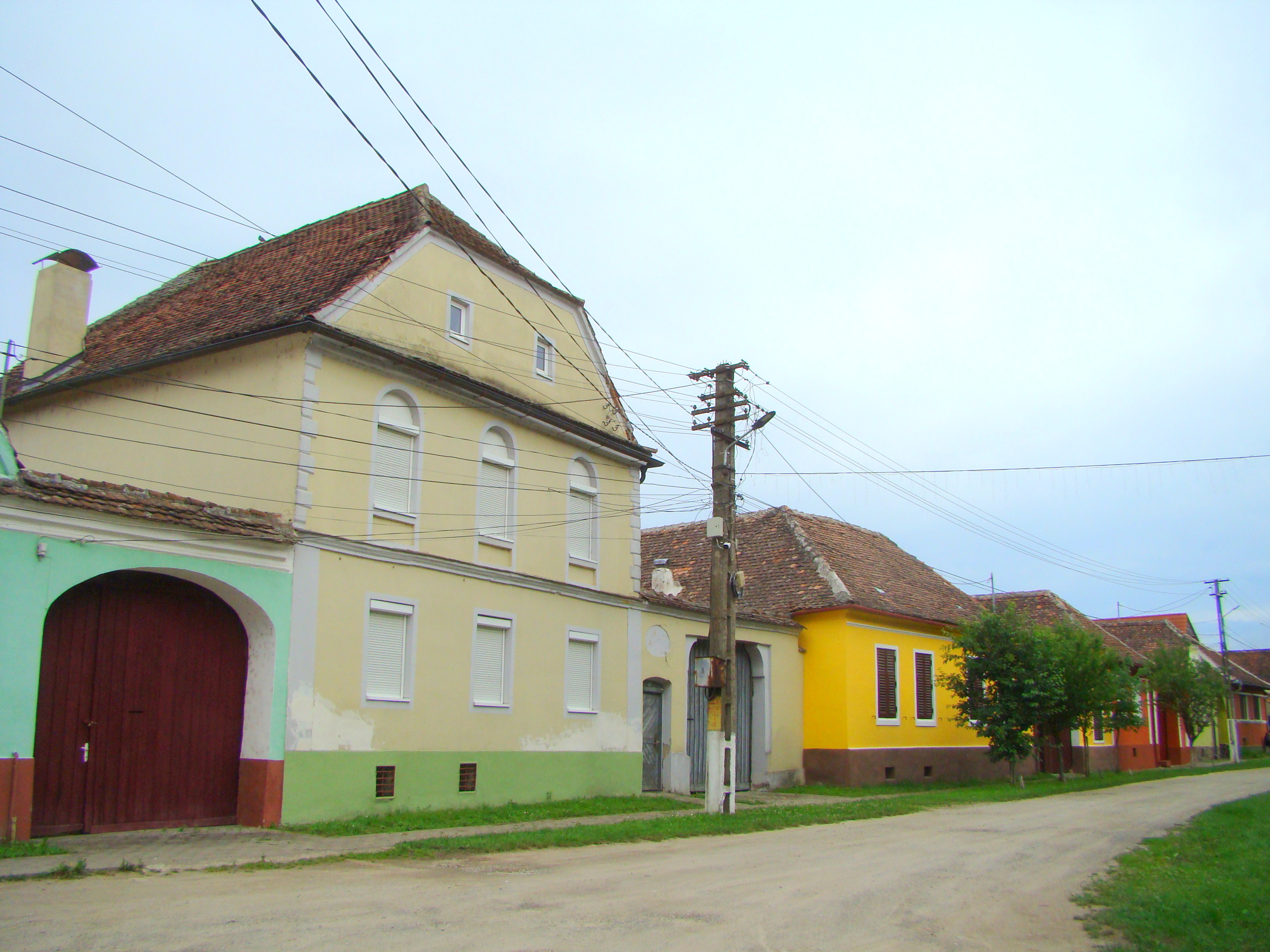
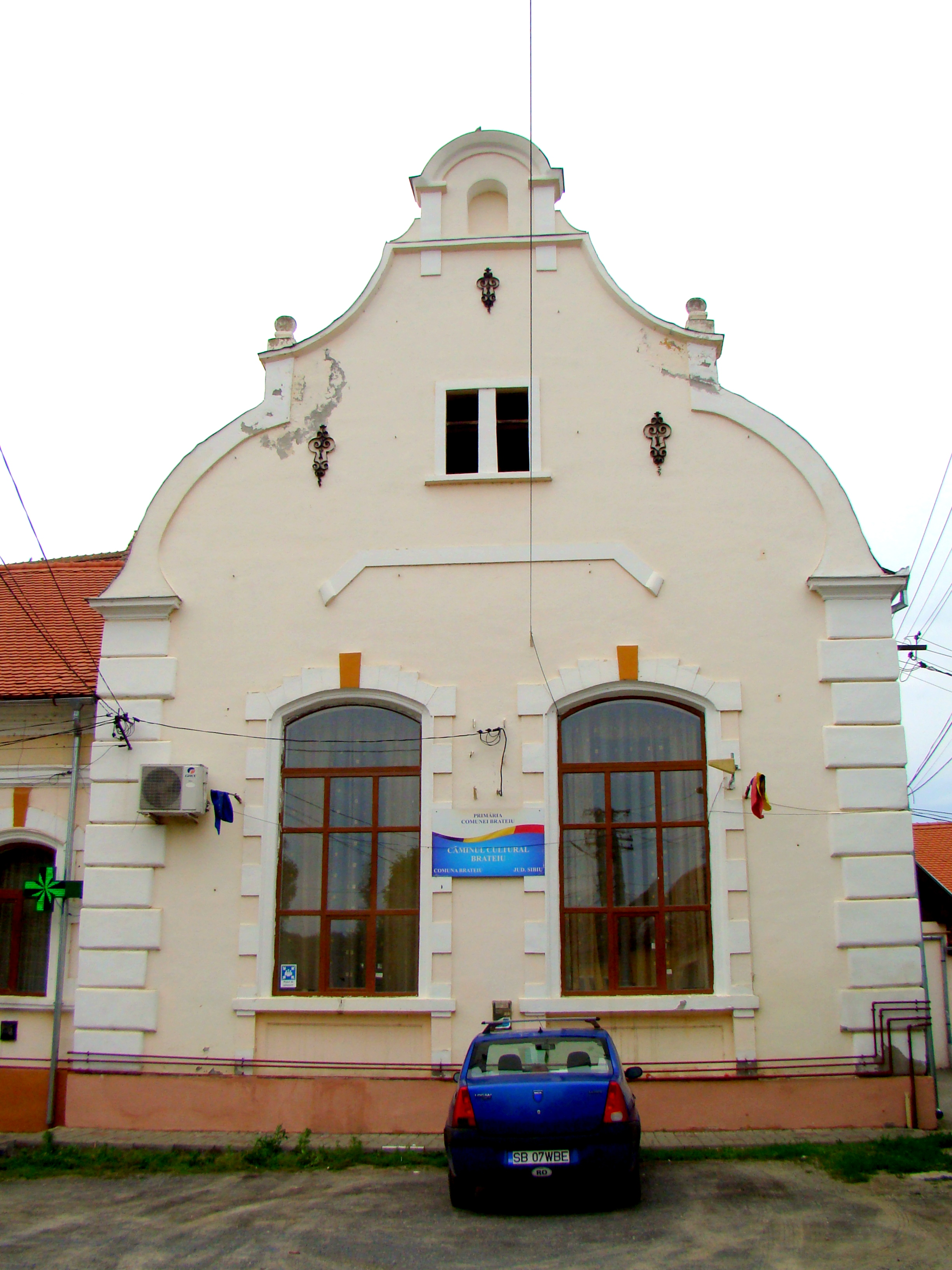
Căminul cultural
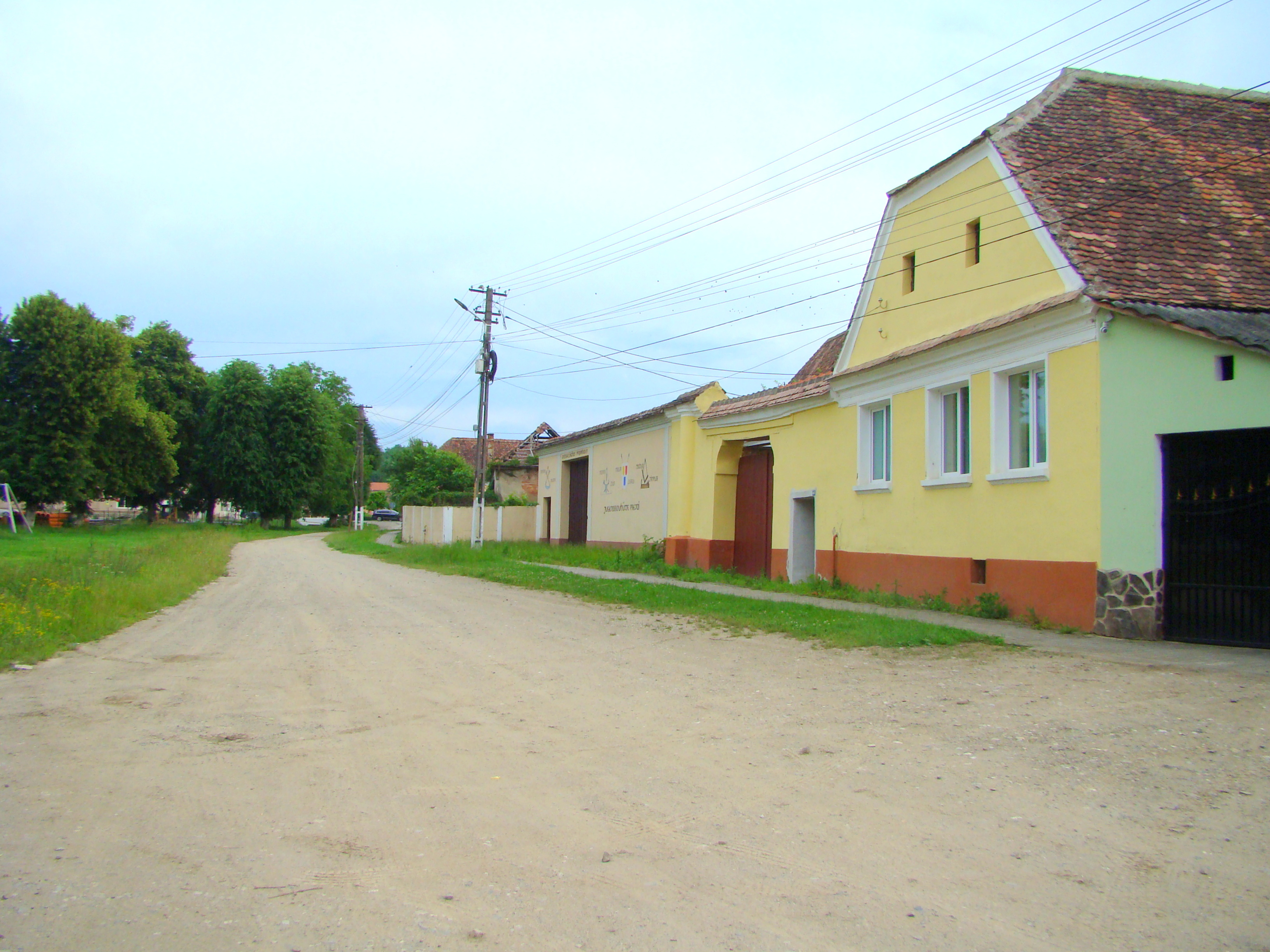
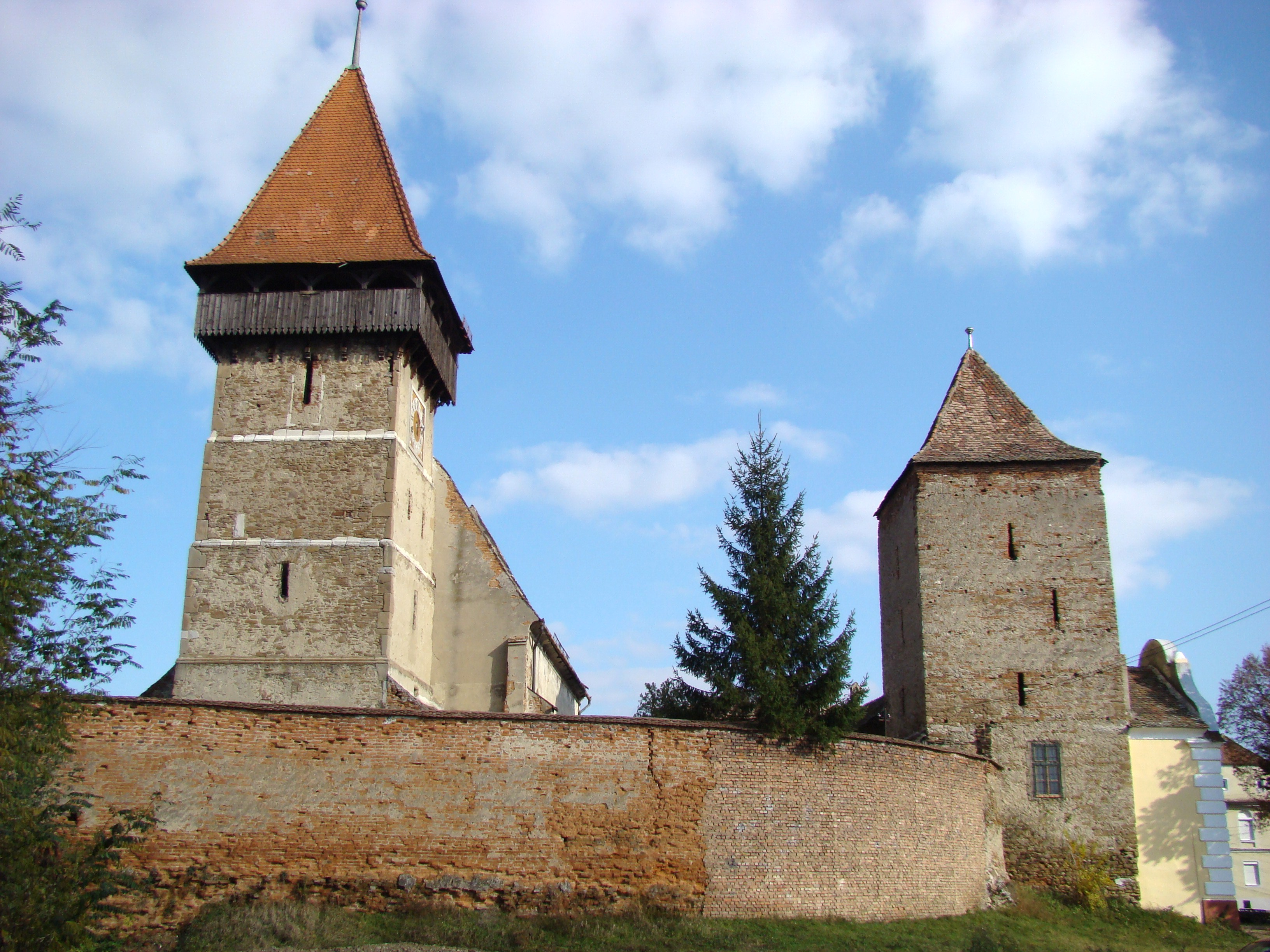
Biserica fortificată
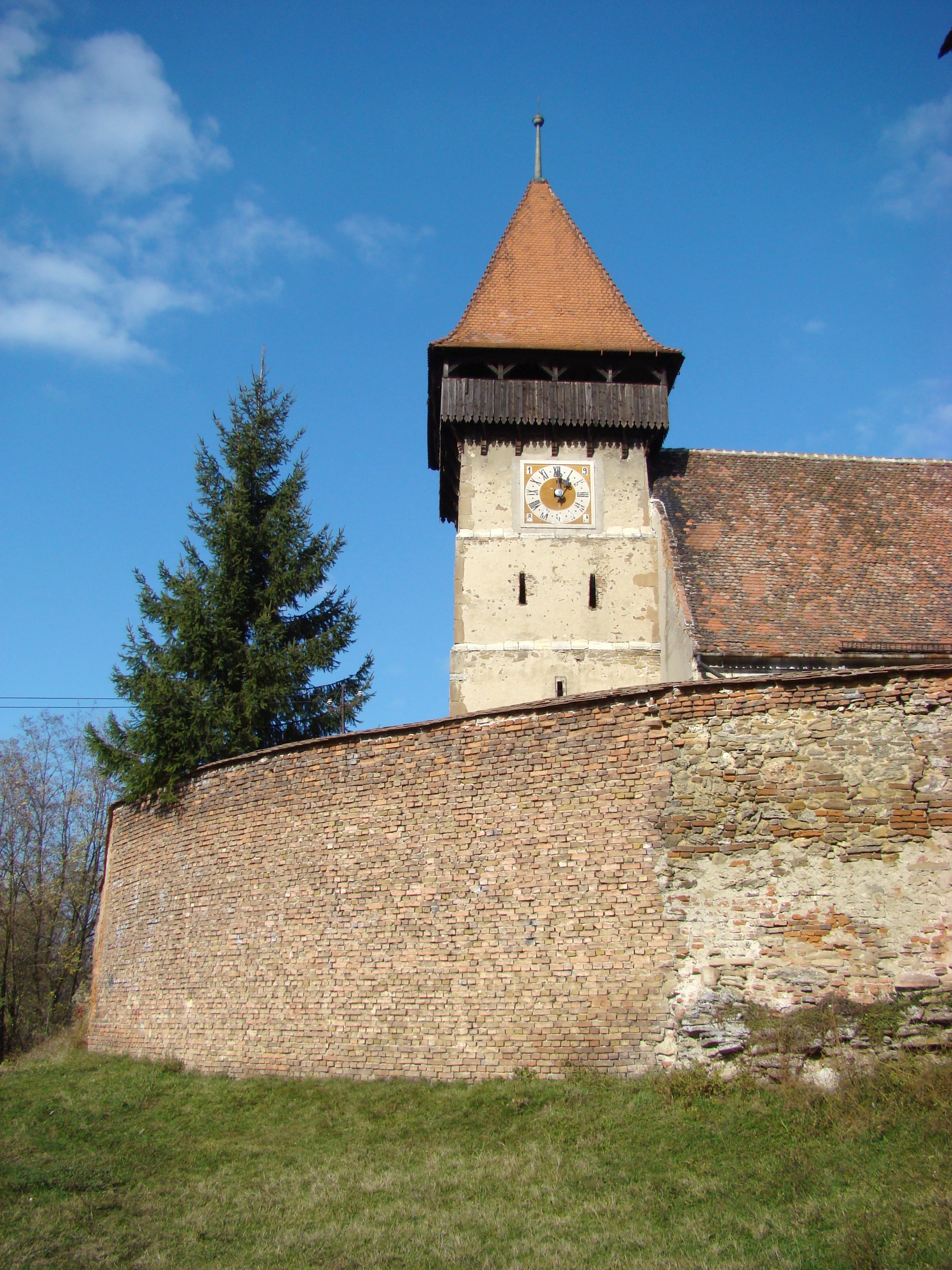
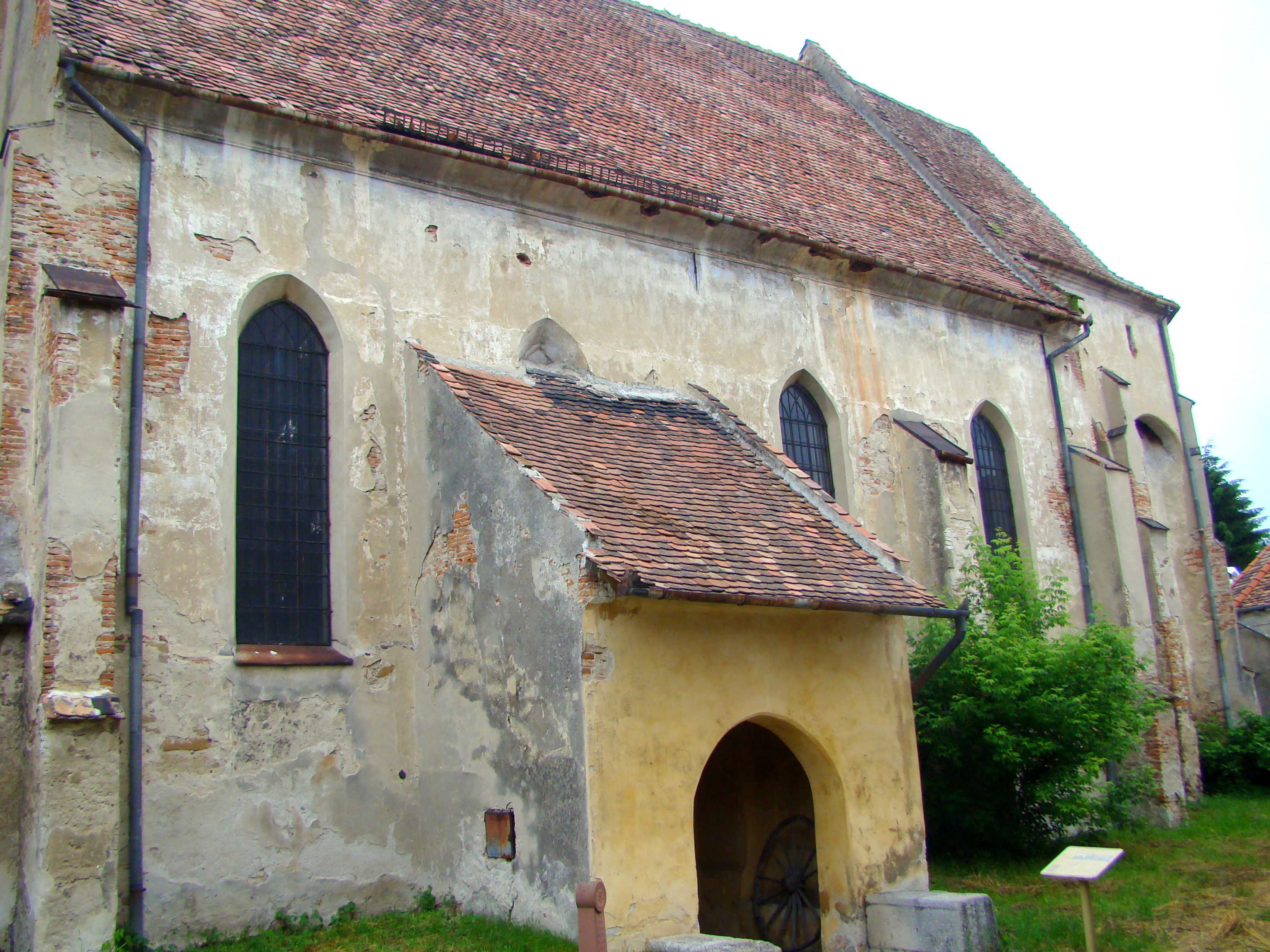
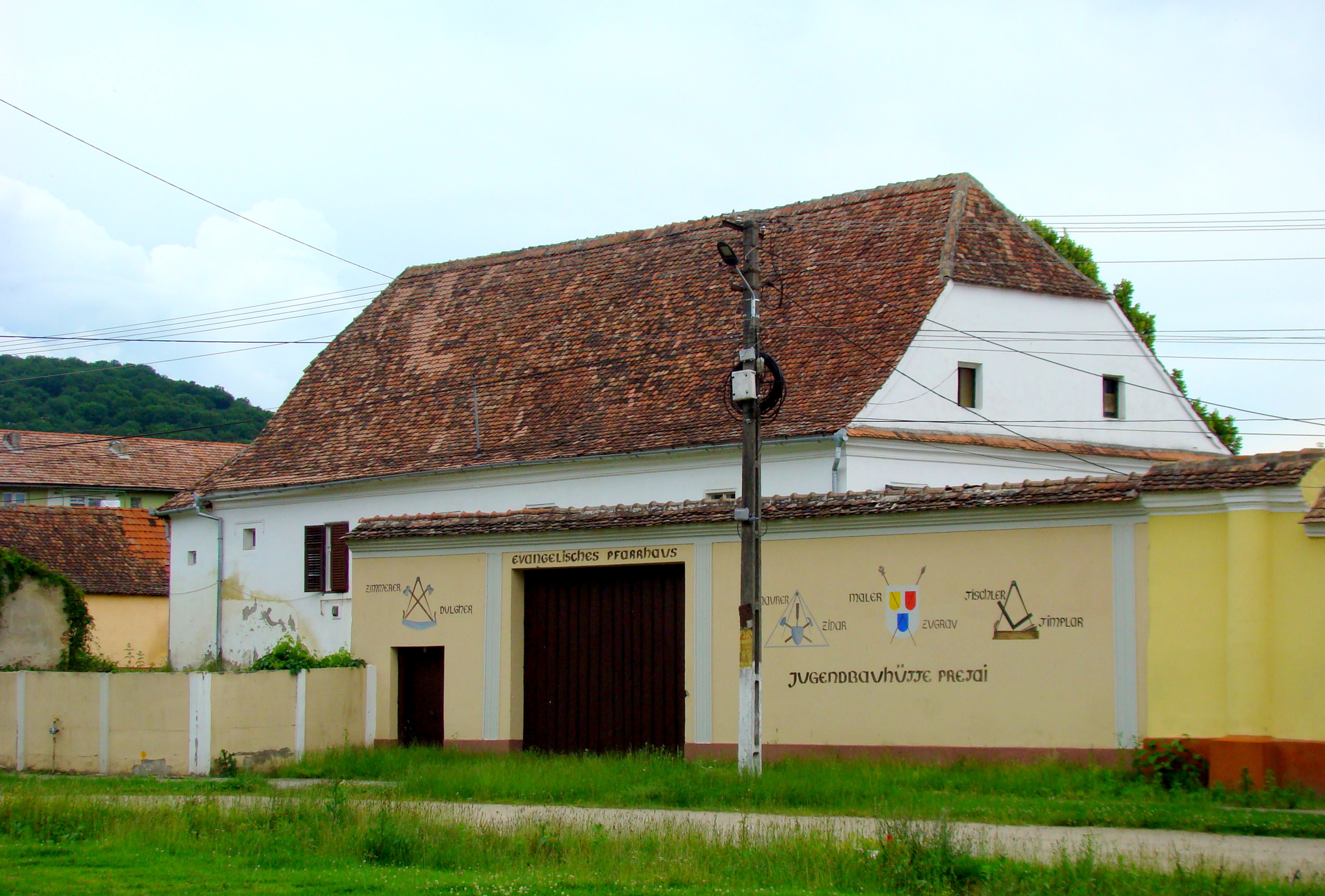
Casa parohială evanghelică
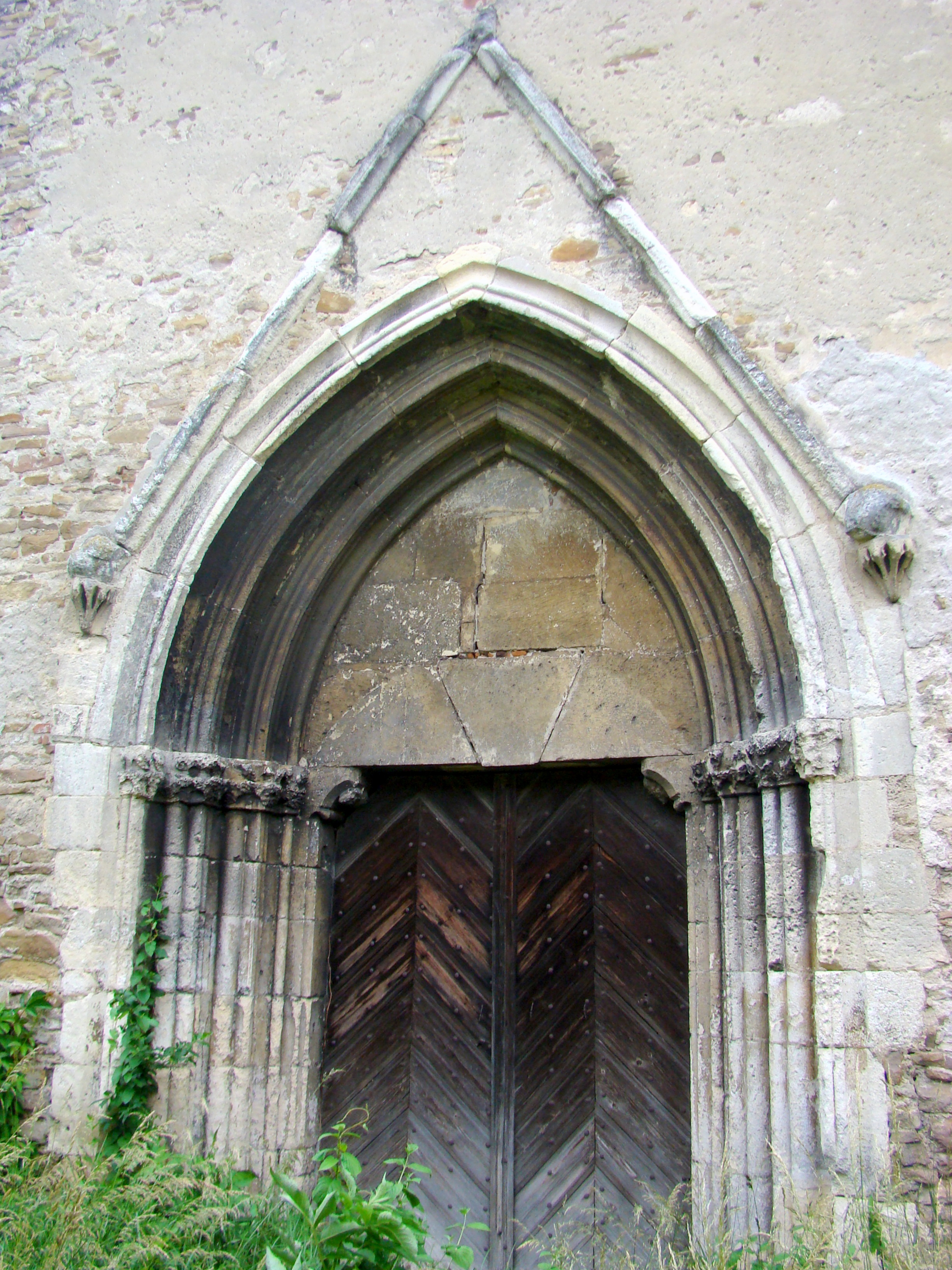
Portalul gotic în arc frânt
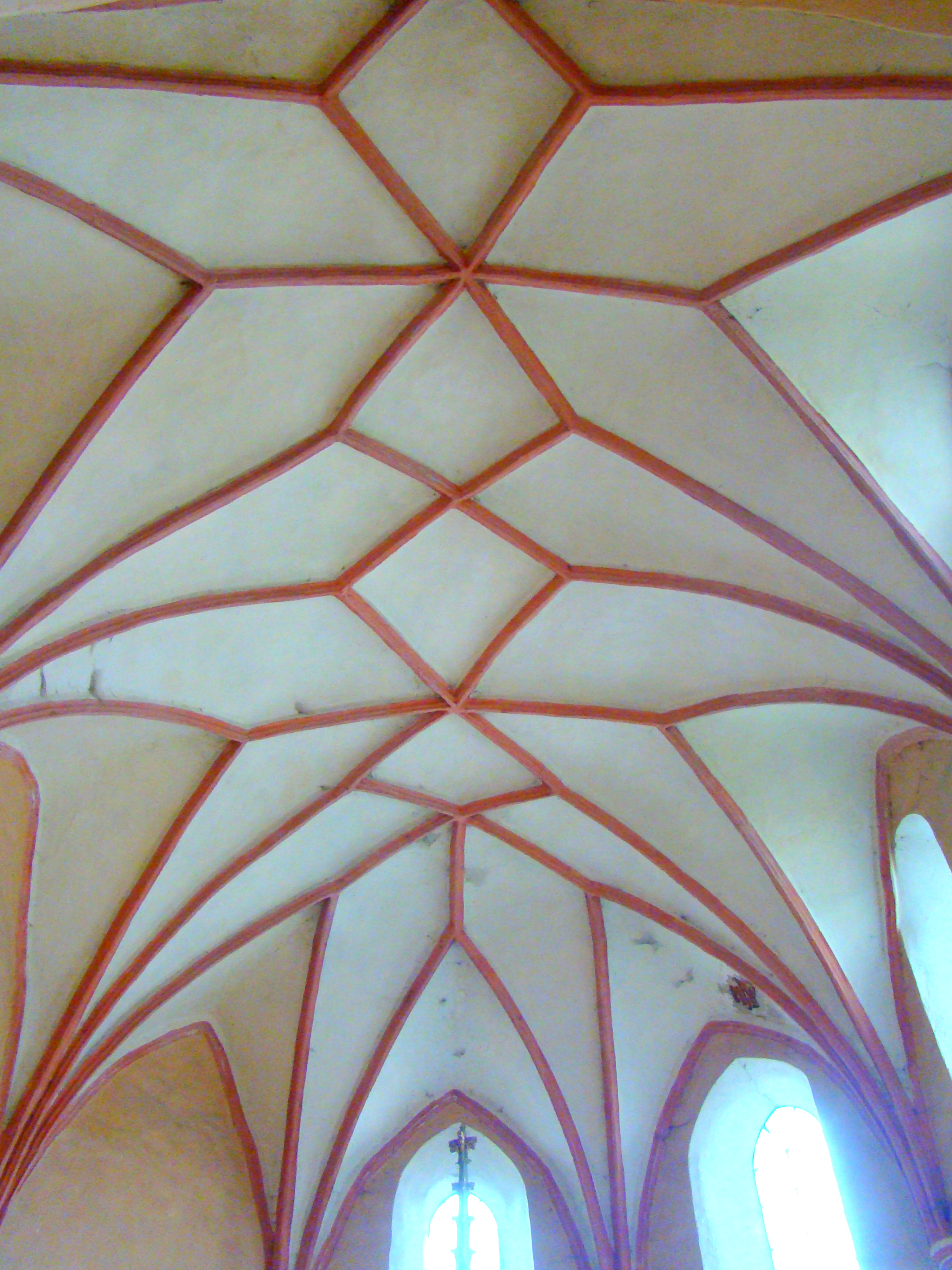
Bolta cu nervuri
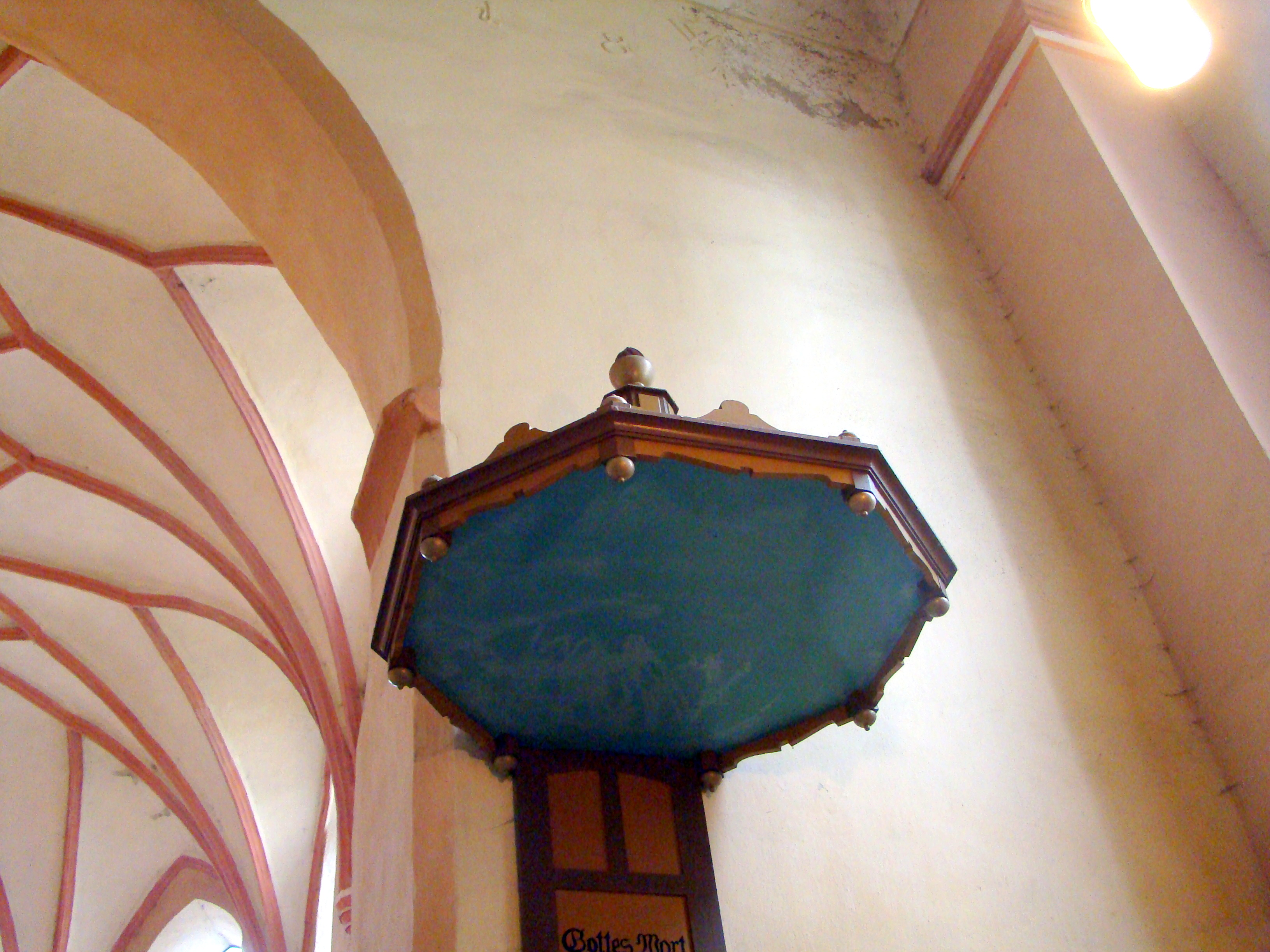
Coronamentul amvonului
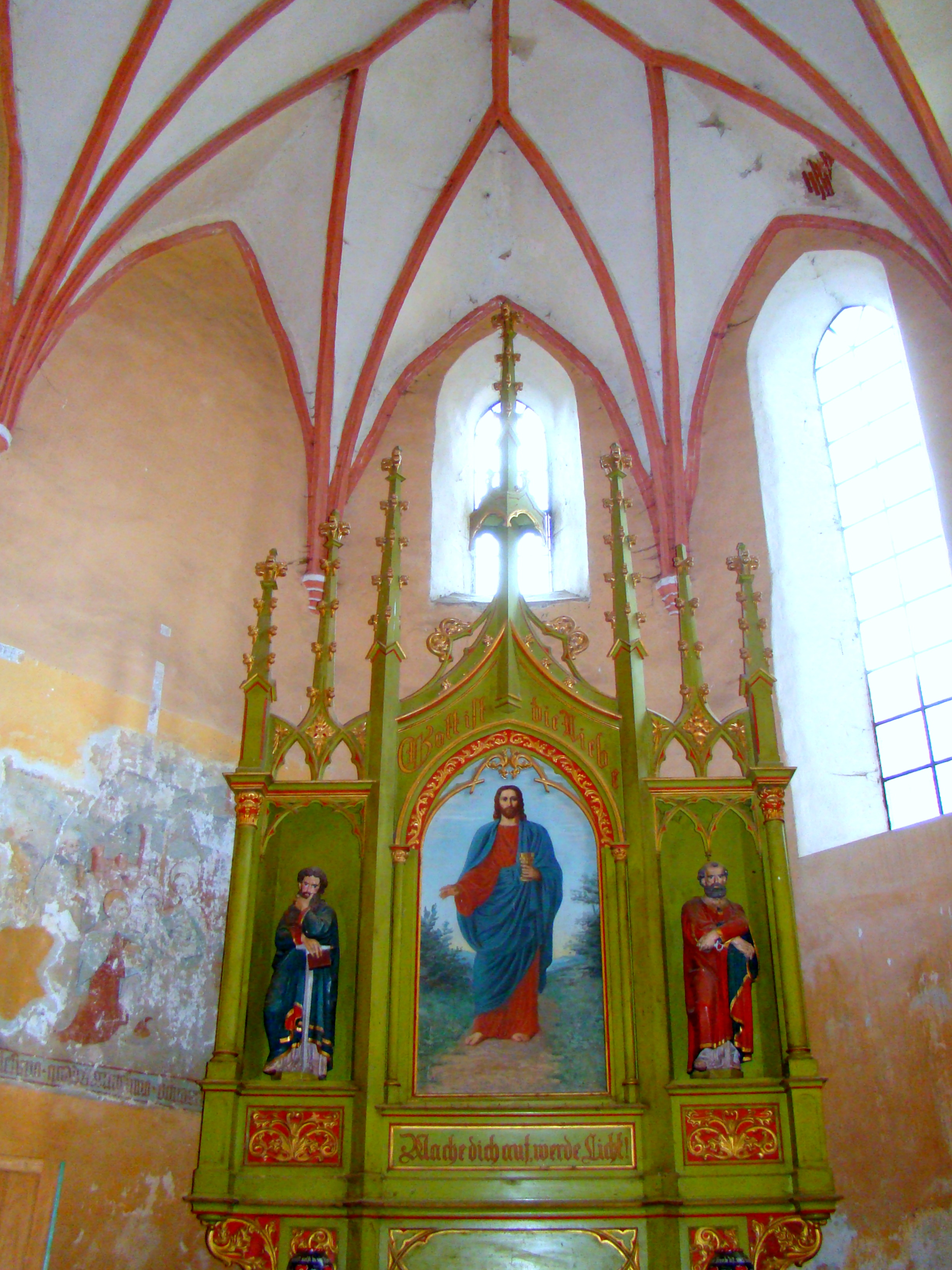
Altarul
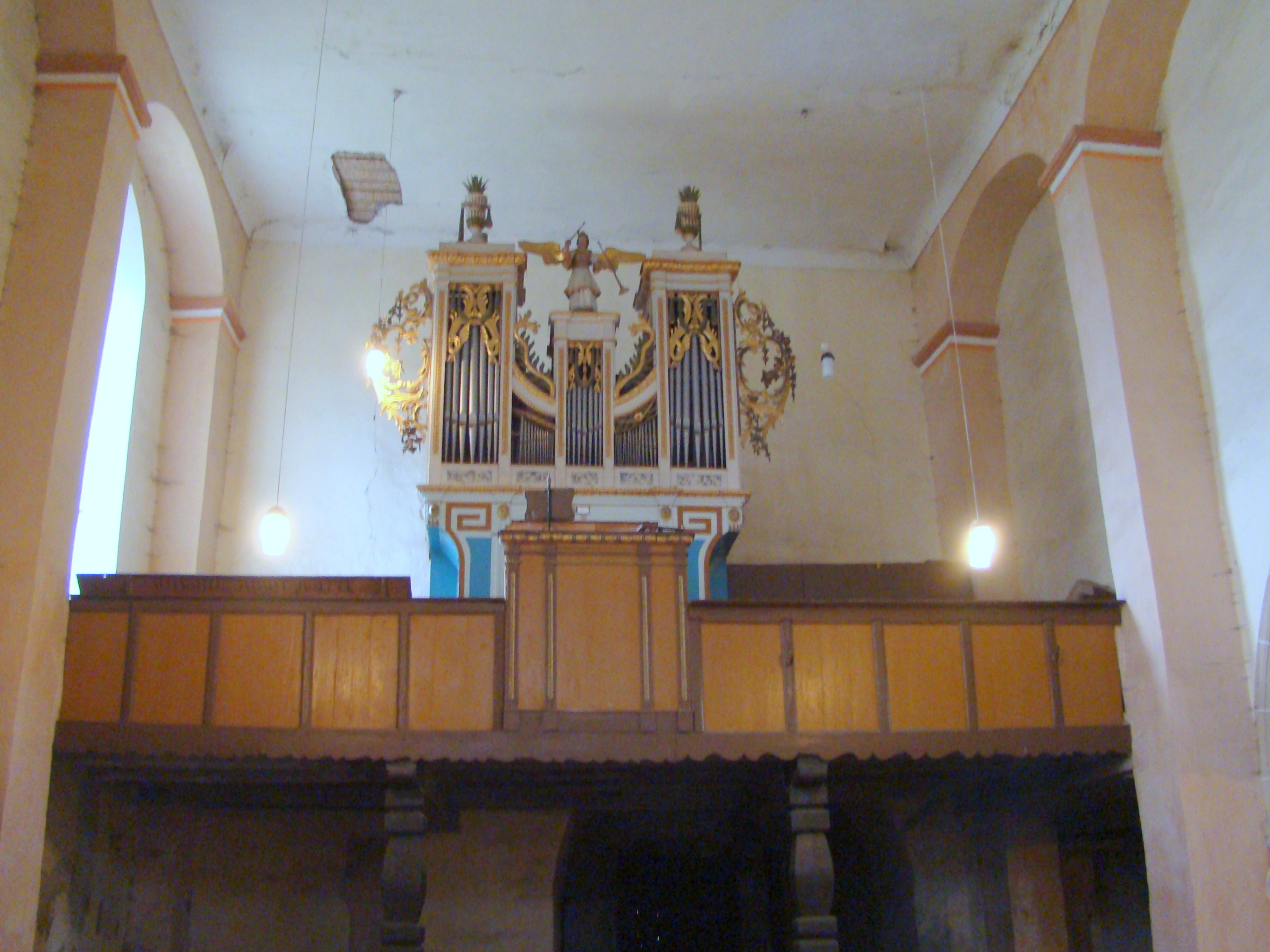
Orga
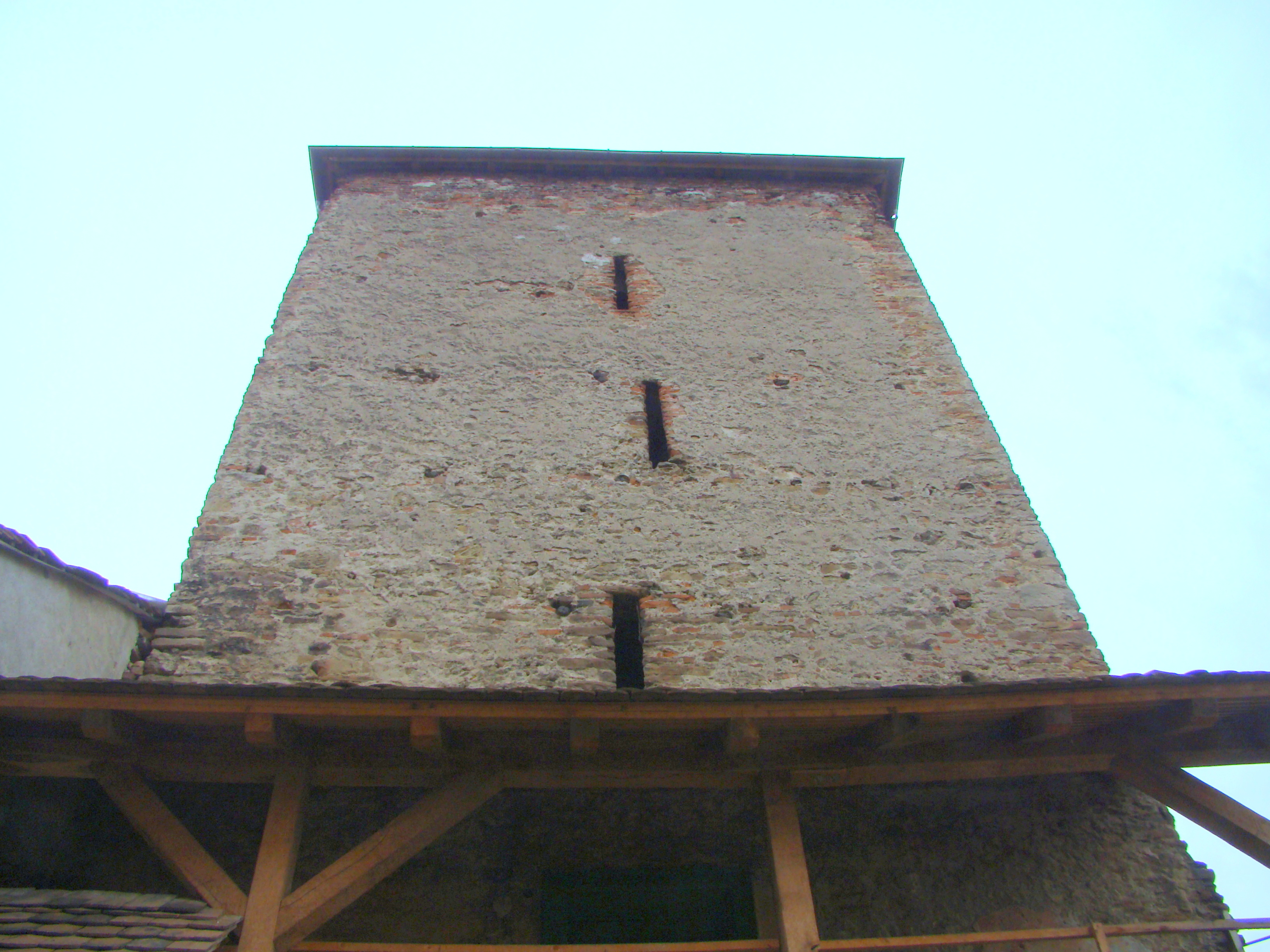
Turnul de poartă
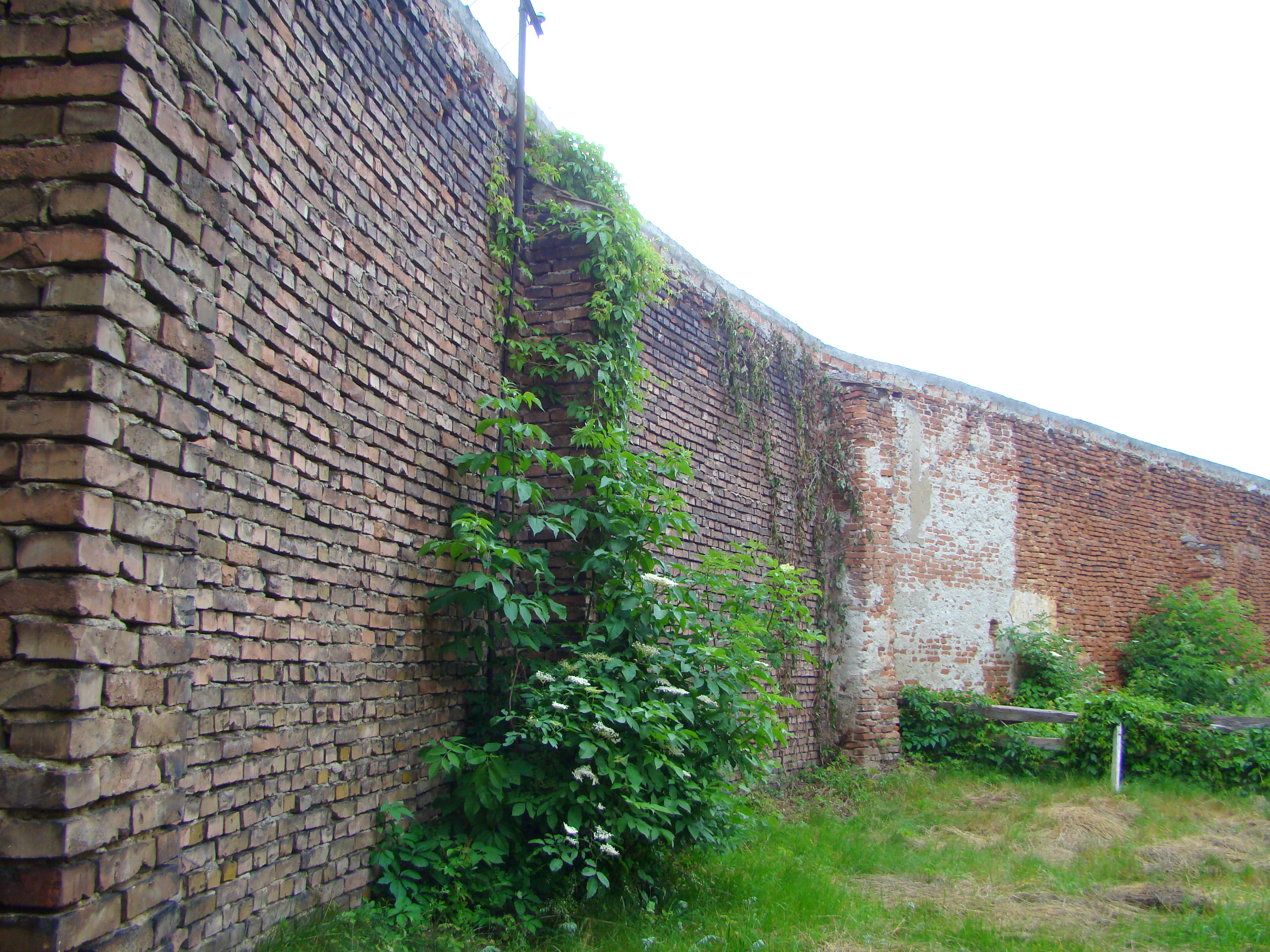
Fortificația
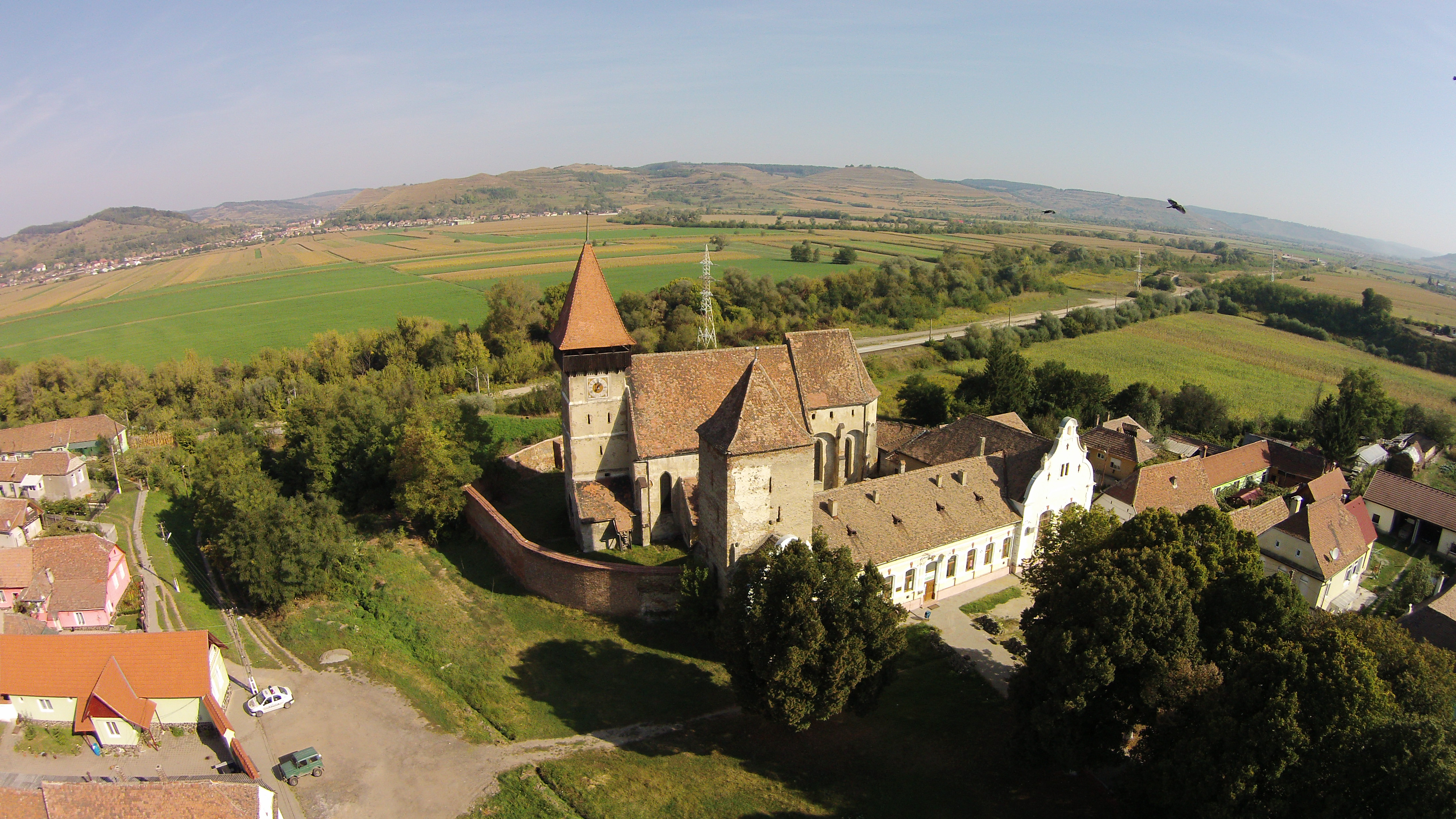
Vedere aeriană